# 1006年
| 千纪： | 2千纪 |
| 世纪： | 10世纪 \| 11世纪 \| 12世纪                                                                                 |
| 年代： | 970年代 \| 980年代 \| 990年代 \| 1000年代 \| 1010年代 \| 1020年代 \| 1030年代                              |
| 年份： | 1001年 \| 1002年 \| 1003年 \| 1004年 \| 1005年 \| 1006年 \| 1007年 \| 1008年 \| 1009年 \| 1010年 \| 1011年 |
| 纪年： | 丙午年（马年）；契丹統和二十四年；北宋景德三年；大理明應元年；越南應天十三年；日本寬弘三年                 |

## 大事记
- 寇準辭去同平章事，降為刑部尚書，知陝州。
- 黑汗王朝滅于闐王國，寺院僧人聞訊，十分恐懼，將文物藏在隱蔽的洞窟中，這就是日後的敦煌遺書
- 5月1日——豺狼座方向爆发了一颗超新星。《宋会要辑稿》上记载：“（景德三年）四月二日夜初更，见大星，色黄，出库楼东，骑官西，渐渐光明，测在氏三度。”景德三年四月二日即是1006年5月1日。按记载推断，这颗星在豺狼座β附近。《宋史·天文志》的记载为6天后的情形：“状如半月，有芒角，煌煌然可以鉴物》”可以照亮物体，简直是一个“小月亮”。《黄帝占》中把“大而色黄，煌煌然”的客星称做“周伯星”，是大吉的星。而1006客星完全满足星占书中“周伯星”的条件，因而“周伯星”几乎成了它的专用名了。据《每日科学》网站2008年7月2日报道，哈勃望远镜拍到了银河系中一颗超新星爆炸后的残余图像，该爆炸发生于公元1006年5月1日前后。

## 出生
- 文彥博（1006年－1097年，91岁），北宋著名宰相。